# Abu Hanifa al-Dinawari
Abū Ḥanīfa Aḥmad ibn Dāwūd ibn Vanānd al-Dīnawarī (in arabo أبو حنيفة ﺍﺣﻤﺪ ﺑﻦ ﺩﺍﻭﺩ ﺑﻦ ﻭﻧﺎﻧﺪ الدينوري‎?; ... – Dinavar, tra l'894 e il 904) è stato uno storico, oltre che un botanico, un astronomo, un geografo e un matematico curdo (secondo alcuni, invece, arabo o Persiano).
Che fosse curdo o arabo o persiano, Dīnawarī nacque nella regione persiana di Dinavar (in arabo Dīnawar), a metà strada tra le odierne Hamadān e Kermānshāh. Studiò astronomia, matematica, e meccanica a Isfahan e filologia e poesia a Kūfa e Baṣra.
Il suo contributo più rilevante è il Libro delle piante, grazie al quale è giustamente ricordato come il fondatore della botanica musulmana.
Scrisse anche un libro sulle ascendenze del popolo curdo, intitolato Ansāb al-Akrād (Genealogie dei Curdi), ma non vi è consenso sul fatto che egli fosse curdo, arabo o persiano. Ludwig Adamec lo considera Curdo, mentre la Encyclopedia of Islam lo classifica come filologo e scienziato arabo, laddove le non meno autorevoli Encyclopaedia Britannica ed Encyclopædia Iranica lo annoverano tra i Persiani.

## Opere
È autore di non meno di quindici lavori.

### Matematica e scienze naturali
1. Kitāb al-jabr wa l-muqābala ("Libro dell'Algebra")
2. Kitāb al-nabāṭ ("Libro delle piante")
3. Kitāb al-kusuf ("Libro delle eclissi solari")
4. Kitāb al-radd ʿalā rasad al-Iṣfahānī ("Refutazione delle osservazioni astronomiche di al-Iṣfahānī")
5. Kitāb al-ḥisāb ("Libro dell'Aritmetica")
6. Baḥth fi ḥisāb al-Hind ("Analisi dell'Aritmetica indiana")
7. Kitāb al-jamʿ wa l-tafrīq ("Libro dell'Aritmetica")
8. Kitāb al-qibla wa l-ziwāl ("Libro degli orientamenti astrali")[7]
9. Kitāb al-anwāʾ ("Libro del tempo meteorologico")
10. Iṣlāḥ al-manṭiq ("Riforma della Logica")

### Scienze sociali e umanistiche
1. Kitāb al-akhbār al-ṭiwāl ("Storia delle notizie di lunga durata")
2. Kitāb al-kabīr ("Grande libro", ossia Storia delle scienze)
3. Kitāb al-fisāḥa ("Libro della Retorica")
4. Kitāb al-buldān ("Libro dei Paesi", ossia Geografia")
5. Kitāb al-shiʿr wa l-shuʿarāʾ ("Libro della poesia e dei poeti")
6. Ansāb al-Akrād ("Genealogie dei Curdi").

## Traduzioni
I suoi al-Akhbār al-Ṭiwāl sono stati editi e pubblicati un gran numero di volte (Vladimir Guirgass, Leiden, 1888 ; Preface, variantes et index par I. J. Kračkovskij, Leiden, 1912); Muḥammad Saʿīd Rāfiʿī, 1911; ʿAbd al-Munʿim ʿĀmir & Jamāl al-dīn Shayyāl, 1960; Muḥammad al-Ḥājj ʿAlī, 2001), ma non sono mai stati tradotti interamente in lingue occidentali. Una parte del lavoro traduttorio in inglese di Jackson Bonner, relativo al periodo preislamico, può essere trovato qui. Occorre comunque dire che l'approccio storico di al-Dīnawarī non era affatto arabocentrico (il che rafforzerebbe l'ipotesi che non fosse arabo), bensì schiettamente iranocentrico.

## Libro delle piante

### Botanica
Al-Dīnawarī è considerato il fondatore della botanica islamica per via del suo Kitāb al-Nabāt (in arabo كتاب النبات‎?), in sei volumi, di cui solo il terzo e il quinto sono sopravvissuti, anche se il sesto è stato parzialmente ricostruito grazie alle citazioni che sono presenti in altri lavori più tardi. Nelle parti giunte fino a noi, sono descritte 637 piante, dalla lettera sīn alla yāʾ. Egli trattò anche dell'evoluzione della pianta, dalla sua nascita alla sua morte, descrivendone la crescita e la sua produzione di fiori o frutti.
Molti dei primi lavori di botanica islamica sono andati perduti, come quello di al-Shaybānī (m. 820), Ibn al-ʿArabī (m. 844), al-Bāhilī (m. 845) e Ibn al-Sikkīṭ (m. 857), ma essi sono fortunatamente citati con generosità nei più tardi libri di Abū Ḥanīfa al-Dīnawarī.

### Astronomia e meteorologia
Parti del Libro delle piante di al-Dīnawarī sono dedicate ad applicazioni pratiche di conoscenze astronomiche, meteorologiche e agricole. In esse descrive il carattere astronomico e meteorologico del cielo, dei pianeti e delle costellazioni, del sole e della luna, delle fasi lunari che indicano le stagioni, della pioggia, degli anwāʾ (corpi celesti della pioggia), oltre ai fenomeni atmosferici quali i venti, il tuono, i fulmini, la neve, le inondazioni, le valli, i fiumi, i laghi, i pozzi e altre fonti d'acqua.

### Scienze della terra
Parti del Libro delle piante sono dedicate alle scienze della Terra, in contesto agricolo. Egli considera la Terra, le pietre e le sabbie, e descrive i differenti tipi di terreno, indicando quali tipi fossero maggiormente propizi per le piante e le qualità e le proprietà del buon terreno.